# Patinação de velocidade na Universíada de Inverno de 2013
As competições de patinação de velocidade na Universíada de Inverno de 2013 foram disputadas no Stadio del Ghiaccio em Baselga di Pinè, na Itália entre 13 e 19 de dezembro de 2013.

## Calendário
| Patinação de velocidade | Dezembro  | Dezembro  | Dezembro  | Dezembro  | Dezembro  | Dezembro  | Dezembro  | Dezembro  | Dezembro  | Dezembro  | Dezembro  | Dezembro  |
| Patinação de velocidade | 10        | 11        | 12        | 13        | 14        | 15        | 16        | 17        | 18        | 19        | 20        | 21        |
| Masculino               | Masculino | Masculino | Masculino | Masculino | Masculino | Masculino | Masculino | Masculino | Masculino | Masculino | Masculino | Masculino |
| ----------------------- | --------- | --------- | --------- | --------- | --------- | --------- | --------- | --------- | --------- | --------- | --------- | --------- |
| Individual 500m         |           |           |           |           | 1         |           |           |           |           |           |           |           |
| Individual 1.000m       |           |           |           |           |           |           |           | 1         |           |           |           |           |
| Individual 1.500m       |           |           |           |           |           | 1         |           |           |           |           |           |           |
| Individual 5.000m       |           |           |           | 1         |           |           |           |           |           |           |           |           |
| Individual 10.000m      |           |           |           |           |           |           |           |           | 1         |           |           |           |
| Equipe - Perseguição    |           |           |           |           |           |           |           |           |           | 1         |           |           |
| Feminino                |           |           |           |           |           |           |           |           |           |           |           |           |
| Individual 500m         |           |           |           |           |           | 1         |           |           |           |           |           |           |
| Individual 1.000m       |           |           |           |           |           |           |           |           | 1         |           |           |           |
| Individual 1.500m       |           |           |           | 1         |           |           |           |           |           |           |           |           |
| Individual 3.000m       |           |           |           |           | 1         |           |           |           |           |           |           |           |
| Individual 5.000m       |           |           |           |           |           |           |           | 1         |           |           |           |           |
| Equipe - Perseguição    |           |           |           |           |           |           |           |           |           | 1         |           |           |

|  | Treino não oficial |  | Treino oficial |  | Dia de competição |  | Dia de final |

## Medalhistas
| Evento               | Ouro                                                        | Prata                                                                   | Bronze                                                                       |
| Masculino            | Masculino                                                   | Masculino                                                               | Masculino                                                                    |
| -------------------- | ----------------------------------------------------------- | ----------------------------------------------------------------------- | ---------------------------------------------------------------------------- |
| Individual 500m      | JPN Tsubasa Hasegawa                                        | ITA Mirko Giacomo Nenzi                                                 | KOR Kim Sung-gyu                                                             |
| Individual 1.000m    | ITA Mirko Giacomo Nenzi                                     | POL Jan Szymański                                                       | TPE Sung Ching-yang                                                          |
| Individual 1.500m    | POL Jan Szymański                                           | ITA Mirko Giacomo Nenzi                                                 | KOR Joo Hyong-jun                                                            |
| Individual 5.000m    | POL Jan Szymański                                           | RUS Yevgeny Seryaev                                                     | KOR Lee Jin-yeong                                                            |
| Individual 10.000m   | NED Pim Cazemier                                            | KOR Lee Jin-yeong                                                       | RUS Yevgeny Seryaev                                                          |
| Equipe - Perseguição | KOR Coreia do Sul Hyong Jun Joo Cheol Min Kim Byung Wook Ko | RUS Rússia Dmitrii Fedotov Kirill Golubev Evgeny Seryaev Alexey Suvorov | ITA Itália Jan Daldossi Andrea Giovannini Mirko Giacomo Nenzi Andrea Stefani |
| Feminino             |                                                             |                                                                         |                                                                              |
| Individual 500m      | KOR Kim Hyun-yung                                           | KOR Park Seung-ju                                                       | KOR Ahn Jee-min                                                              |
| Individual 1.000m    | JPN Miho Takagi                                             | KOR Kim Hyun-yung                                                       | RUS Angelina Golikova                                                        |
| Individual 1.500m    | KOR Kim Bo-reum                                             | POL Natalia Czerwonka                                                   | RUS Yevgeniya Dmitriyeva                                                     |
| Individual 3.000m    | CZE Martina Sáblíková                                       | KOR Kim Bo-reum                                                         | KOR Park Do-young                                                            |
| Individual 5.000m    | CZE Martina Sáblíková                                       | KOR Kim Bo-reum                                                         | KOR Park Do-young                                                            |
| Equipe - Perseguição | KOR Coreia do Sul Bo Reum Kim Doyoung Park Shin Young Yang  | JPN Japão Yuka Abe Chinatsu Nagaya Nana Takahashi                       | ITA Itália Francesca Bettrone Francesca Lollobrigida Giulia Lollobrigida     |

## Quadro de medalhas
| Ordem | País              | Medalha de ouro | Medalha de prata | Medalha de bronze |    |
| ----- | ----------------- | --------------- | ---------------- | ----------------- | -- |
| 1     | KOR Coreia do Sul | 4               | 5                | 6                 | 15 |
| 2     | POL Polônia       | 2               | 2                |                   | 4  |
| 3     | JPN Japão         | 2               | 1                |                   | 3  |
| 4     | CZE Chéquia       | 2               |                  |                   | 2  |
| 5     | ITA Itália        | 1               | 2                | 2                 | 5  |
| 6     | NED Países Baixos | 1               |                  |                   | 1  |
| 7     | RUS Rússia        |                 | 2                | 3                 | 5  |
| 8     | TPE Taipé Chinês  |                 |                  | 1                 | 1  |
| TOTAL | TOTAL             | 12              | 12               | 12                | 36 |